# Забираючи життя (фільм)
«Забираючи життя» (англ. Taking Lives) — американський психологічний трилер 2004 року режисера Д. Дж. Карузо. Головні ролі виконали Анджеліна Джолі та Ітан Гоук, другорядні — Кіфер Сазерленд, Олів'є Мартінес, Чеки Каріо, Жан-Юг Англад та Джина Роулендс. Вільно адаптована варіація однойменного роману Майкла Піє, сюжет зосереджується на загадковому серійному вбивці, який краде та копіює особистість своїх жертв.
Фільм знімався в Монреалі та Квебеку. Оригінальну музичну партитуру склав Філіп Ґласс. Фільм випущений у Сполучених Штатах 19 березня 2004 року компанією Warner Bros. Pictures.

## Сюжет
Сент-Джові, Канада, 1983 рік. В автобусі знайомляться два хлопця. Вирішивши продовжити свою поїздку разом, вони купують машину і вирушають в подорож, яку затьмарює поломка машини. Поки один з них займається ремонтом, інший з незрозумілих причин несподівано штовхає його під колеса іншої машини. Переконавшись, що його ніхто не бачить, він розбиває хлопцю обличчя, привласнює собі його речі і продовжує свою подорож наодинці.
Монреаль, Канада, 20 років потому. На будівельному майданчику знаходять труп невідомого молодого чоловіка. У поліції жодної зачіпки, і тому розслідування доручають спеціальному агенту ФБР Ілліані Скотт (грає Анджеліна Джолі). Дівчині вдається виявити зв'язок вбивства на будівельному майданчику з іншими нерозкритими вбивствами за кілька років. Незвичайний серійний вбивця, якого вони шукають, відрізняється тим, що вбиває своїх жертв для того, щоб потім проживати їх життя. Він не тільки живе в їхніх квартирах і користується грошима, але також платить податки. Знову знайдений труп невідомого чоловіка призводить розслідування до якогось Джеймса Кости (грає Ітан Гоук), який стає свідком злочину. За допомогою нього вдається отримати опис вбивці. Поговоривши зі свідком і дізнавшись деякі особливості його життя, Ілліані вдається зрозуміти, що Коста — наступна жертва невідомого вбивці. Вони вирішують використовувати його, як наживку, щоб зловити маніяка.
Тим часом в поліцію приходить інформація про дзвінки з телефонів убитих чоловіків. Це дозволяє вийти на Ребекку ашер (грає Джина Роулендс), яка нещодавно заявляла про те, що бачила свого загиблого сина на поромі, де працювала одна з жертв маніяка. Поговоривши з жінкою, Ілліана дізнається про її сина — Мартіна Ашера, який ще підлітком загинув при нез'ясованих обставинах і якого мати бачила на поромі живим і неушкодженим. Також спецагент з'ясувала, що у Мартіна був брат-близнюк, якого мати явно любила більше. Ще в дитинстві він, рятуючи Мартіна, загинув. Після цього Мартін замкнувся в собі, втік з дому і незабаром, як вважалося, загинув.
Оскільки стає ясно, що злочинець вибрав наступною жертвою Джеймса Косту, поліцією вирішено охороняти його. Незабаром з'являється і сам злочинець, якого не вдається зловити, тому Джеймса, як цінного свідка і майбутню жертву, вирішують відправити в Торонто. Але під час зборів вбивці вдається викрасти його, при цьому вбивши поліцейського. Під час погоні вдається вбити і самого вбивцю. Справа закрита.
Джеймс Коста протягом усього розслідування надавав знаки уваги Ілліані, якій він також симпатичний, приходить у готель після всього, що сталося, щоб побачити її. Вони проводять ніч разом. На ранок Ілліана і Джеймс вирушають разом на впізнання злочинця. Повинна приїхати Ребекка Ашер, щоб впізнати труп. Під час впізнання жінка, оглянувши тіло і нічого не сказавши, йде. Ілліана йде за нею, але та встигає вже сісти в ліфт. Ілліана спускається по сходах, щоб поговорити з нею. Підійшовши до ліфта, Ілліана бачить в ньому замучене тіло нещасної жінки і схиленого над нею з руками в крові Джеймса Косту. Вона розуміє, що сильно помилилася, і насправді Джеймс Коста і є Мартін Ашер, який майстерно водив всіх за ніс весь цей час. Він убив свою матір, яку вважав винною в усьому, що з ним сталося. Двері закриваються. Ілліана, яка знаходиться в шоці, не встигає нічого зробити.
У підсумку з'ясовується, що злочинець, який стежив за Костою/Ашером і викрав його, — це Крістофер Гарт (грає Кіфер Сазерленд), звичайний злодій, якому Ашер винен грошей. Насправді все, що відбувалося до цього, — хитрощі Ашера, щоб заплутати слідство. Всі в шоці і намагаються по гарячих слідах знайти його, але він уже далеко і знайшов нову жертву. Найбільше вражена Ілліана: вона не могла зрозуміти, хто насправді Коста, і не розгледіла вбивцю. Потрясінням для неї також стає дзвінок Ашера з невідомого телефону. Він каже їй, що вони схожі, і що в ній теж є щось ненормальне. По дзвінку вдається визначити його місцезнаходження, але марно. Маніяк знову зникає. За скоєні помилки Ілліану звільняють з ФБР.
7 місяців потому. Ілліана живе у себе на батьківщині в Пенсільванії і чекає на дитину. Вона зрідка вибирається в місто, щоб купити дитячі речі або щось для будинку, який знаходиться на відшибі. Удома вона вже щосили готується до народження дітей-близнюків, оскільки ліжечок дитячих два. І ось одного разу, повернувшись з міста, вона застає у себе вдома Мартіна, який весь цей час стежив за нею і знає, що вона чекає близнюків, і що це його діти. Він пропонує їй почати все спочатку і стати сім'єю. Ілліана відмовляє йому, сказавши також, що ці діти не його, а Джеймса Кости, якого вона знала. Це виводить його з себе. Він б'є її. У нападі люті Мартін хапає ножиці і встромляє їх в живіт Ілліані, кажучи при цьому, що не дозволить народитися цим дітям. У цей момент Ілліана у відповідь встромляє ножиці йому в груди, і перед вмираючим маніяком знімає накладний живіт, показуючи йому тим самим, що вся історія з її звільненням і вагітністю — лише пастка, щоб, нарешті, зловити його. Мартін помирає. Ілліана дзвонить у ФБР, щоб повідомити, що завдання виконано.

## У ролях
- Анджеліна Джолі — Ілліана Скотт
- Ітан Гоук — Джеймс Коста
- Кіфер Сазерленд — Крістофер Харт
- Жан-Юг Англад — Еміль Дюваль
- Джина Роулендс — Ребека Ашер
- Олів'є Мартінес — Джозеф Паккет
- Чеки Каріо — Хьюго Леклер
- Пол Дано — молодий Мартін Ашер
- Джастін Четвен — Метт Соулсбай
- Марі-Жозе Кроз — медичний експерт

## Виробництво
Слогани фільму:
- «Він уб'є, щоб бути тобою».[1]

### Сценарій
Персонаж роману-джерела, еквівалентний Ілліані, — Джеймс Коста, британський куратор музею. Аналогом Мартіна Ашера є Мартін Аркенхаут, уродженець Голландії. Основні місця дії роману — Англія та Португалія.
Сценаристи Ніколас Казан, Хілларі Зейтц і Девід Айер працювали над ревізіями сценарію Джона Бокенкампа.

### Знімання
Була знята сцена, в якій Ілліана повертається до свого дому зі старим пікапом, і гілка з дерева падає і розбиває лобове скло. Знадобилося кілька дублів, щоб зняти її. Останнє вітрове скло, доступне на той час, було знищене. Сцена не була використана у фільмі.

### Неточності
Коли Коста знаходиться в барі, він отримує записку, яка наказує йому: «Зустрінь мене в кімнаті відпочинку» (англ. Meet me in the restroom), головний герой іде до туалету. У Канаді правильна термінологія — «washroom». Коли хтось запитує, де знаходиться «restroom», він буде зустрінутий здивованим поглядом.
Коментуючи фотографію свого сина, пані Ашер каже, що «їх першою симфонією» була «Чарівна флейта». «Чарівна флейта» — це опера Вольфганга Амадея Моцарта, а не симфонія.
Усі троє головних слідчих поліції говорять з паризькими французькими акцентами. Квебекська французька — така ж відмінна від паризької французької, як британська англійська відрізняється від англійської Північної Америки.
Коли Скотт снідає в ресторані разом з іншими детективами, на задньому плані можна почути сирену французького типу. Сирени канадської поліції звучать так само, як в їхніх американських колег.
Залізнична станція VIA в Монктоні крихітна і ніяк не схожа на ту велику станцію, що зображена в фільмі.
Наприкінці у Карлайлі, штат Пенсильванія, дорожній знак показує маршрути 322 та 22. Маршрути 22 та 322 не йдуть через Карлайл.
Коста претендує на роботу пізно ввечері, щоб мати справу з клієнтами в Європі. Різниця в часі між Монреалем та Європою робить це дуже малоймовірним.
Коста купує Ілліані пістолет для власного захисту. Пістолети в Канаді є зброєю з обмеженим доступом, і її не можна просто придбати так, як у Сполучених Штатах.

## Сприйняття

### Критика
Фільм отримав негативні відгуки професійних критиків; Rotten Tomatoes дає фільму 22 % за відгуками 157 критиків.
Оцінка на сайті IMDb — 6,2/10.
Ітан Гоук назвав фільм «жахливим», але заявив, що насолоджувався, працюючи з Анджеліною Джолі, і вона також була його найкращим поцілунком на екрані.

### Касові збори
Фільм зібрав у США $32 682 342 та $65 470 529 у всьому світі.